# Raúl Matas Esteban
Raúl Matas Esteban (Lanco, 13 d'agost de 1921-Santiago, 31 de desembre de 2004), sobrenomenat «El Maestro», va ser un periodista, conductor, presentador i locutor xilè de ràdio i televisió. La seva carrera de 64 anys es va desenvolupar en Xile, Estats Units, Espanya i l'Argentina. Va ser un dels principals personatges en la història de les comunicacions a Xile.

## Biografia
Fill del espanyol Francisco Javier Matas i de la xilena oriünda de Curacautín, filla de andalusos, Gertrudis Esteban.
Als 14 anys va debutar a Radio Baquedano de Valdivia. Va començar a estudiar Dret en Concepción i a Santiago en la Universitat de Xile, però no va acabar la carrera. Estudià periodisme per correspondència, titulant-se a l'Institut Pinochet Le Brun. El 1940 inicià la seva carrera professional a Radio Cooperativa Vitalicia de Santiago de Chile. L'èxit arribà el 1946, quan creà i dirigí a Radio Minería el seu programa Discomanía. Aquest el va llançar a la fama i més tard ell mateix portaria a les ràdios d'Espanya, Uruguai, Perú, Argentina i Estats Units.
Va ser un dels pares de la televisió a Xile, participant al començament de la dècada de 1950 en la primera transmissió experimental realitzada al país.
El 1958, va viatjar a Espanya on es va donar a conèixer en l'emissora Ràdio Madrid (Societat Espanyola de Radiodifusió) amb el seu programa Discomanía, amb el qual va obtenir un gran èxit. En Televisió espanyola va presentar els programes Cancionero (1962-1964), Media hora con (1966), Al compás de las estrellas (1971) i Buenas tardes (1971-1973). També va fer alguan incursió al món del cinema i va participar en pel·lícules com Las Ibéricas F.C. (1971) de Pedro Masó.
A mitjan anys 1970 va retornar al país per a treballar a la Televisión Nacional de Chile com a home ancora del seu noticiari central 60 minutos, noticiari central durant la dictadura militar al país. També va crear allí el programa Vamos a ver (1978-1984). El 1972 seria el primer presentador del Gran Premi de la Cançó Iberoamericana, més conegut com el Festival de l'OTI, junt amb Rosa María Mateo Isasi, càrrec que va reprendre el 1978 amb Raquel Argandoña. El 1987 es va canviar a Canal 13, on va conduir Una vez más (1988-1996) i va ser un dels presentadors d' Almorzando en el trece (1988-1999). També va ser un dels co-animadors de Si se la puede, gana en la primera temporada (1998).

### Últims anys de vida
Com a premi a la seva labor i al seu professionalisme va rebre el Premi Ondas el 1999, amb el qual se'l reconeixia com una de les 10 veus radiofòniques de parla hispànica més importants del moment.
L'any 2002 va ser presentador de televisió, del programa Inolvidables, en el Canal 13. Era un programa de biografies de personatges. L'últim treball abans de la seva mort va ser la presentació de dos espais sobre música nostàlgica del record sent un de música de pel·lícules, a radio Oasis.
Raúl Matas va morir a Santiago de Xile, víctima d'un edema pulmonar, complicació d'una leucèmia limfàtica crònica, que patia des de juny de 2003. Fou sebollit al Parque del Recuerdo.